# Sirius XM
Sirius XM Holdings Inc. é um empresa estadunidense que fornece radiodifusão via satélite e que é formada por duas companhias que operam nos Estados Unidos, Sirius Satellite Radio e XM Satellite Radio. A empresa também tem uma filial canadense chamada de Sirius XM Canada, uma empresa afiliada, que fornece serviço da Sirius e da XM no Canadá. No final de 2013, a Sirius reorganizou sua estrutura societária, que fez da Sirius XM Radio Inc., uma subsidiária direta, integral da Sirius XM Holdings Inc. A Sirius XM Radio foi formada depois que a Comissão Federal de Comunicações (FCC) dos EUA aprovou a aquisição da XM Satellite Radio Holding, Inc. pela Sirius Satellite Radio Inc., em 29 de julho de 2008, 17 meses depois das empresas fazerem a primeira proposta de fusão. A fusão trouxe às empresas combinadas um total de mais de 18,5 milhões de assinantes com base no número de assinantes atuais na data da fusão. O negócio foi avaliado em US $ 3,3 bilhões, sem incluir dívida. Até 2013, A Sirius XM tem 25,6 milhões de assinantes.
A proposta da fusão foi contestada por aqueles que acreditavam que uma fusão criaria um monopólio. A Sirius e XM argumentaram que a fusão era a única maneira que o rádio via satélite poderia sobreviver.

## Satélites
| Satélite   | Fabricante          | Data do lançamento     | Veículo de lançamento | Estado    | Nota |
| ---------- | ------------------- | ---------------------- | --------------------- | --------- | --- |
| Sirius FM1 | Space Systems/Loral | 30 de junho de 2000    | Proton-K/Blok-DM3     | Ativo     | Também conhecido por Radiosat 1 |
| Sirius FM2 | Space Systems/Loral | 5 de setembro de 2000  | Proton-K/Blok-DM3     | Ativo     | Também conhecido por Radiosat 2 |
| Sirius FM3 | Space Systems/Loral | 30 de novembro de 2000 | Proton-K/Blok-DM3     | Ativo     | Também conhecido por Radiosat 3 |
| Sirius FM4 | Space Systems/Loral | Não foi lançado        |                       | Cancelado | Também conhecido por Radiosat 4 |
| Sirius FM5 | Space Systems/Loral | 30 de junho de 2009    | Proton-M/Briz-M       | Ativo     | Também conhecido por Radiosat 5 |
| Sirius FM6 | Space Systems/Loral | 25 de outubro de 2013  | Proton-M/Briz-M       | Ativo     | Também conhecido por Radiosat 6 |
| XM-1       | Boeing              | 8 de maio de 2001      | Zenit-3SL             | Inativo   | Também conhecido por XM Roll |
| XM-2       | Boeing              | 18 de março de 2001    | Zenit-3SL             | Inativo   | Também conhecido por XM Rock |
| XM-3       | Boeing              | 1 de março de 2005     | Zenit-3SL             | Ativo     | Também conhecido por XM Rhythm |
| XM-4       | Boeing              | 30 de outubro de 2006  | Zenit-3SL             | Ativo     | Também conhecido por XM Blues |
| XM-5       | Space Systems/Loral | 14 de outubro de 2010  | Proton-M/Briz-M       | Ativo     | |
| SXM-7      | Space Systems/Loral | 13 de dezembro de 2020 | Falcon 9              | Inativo   | 6 semanas de testes inicial em órbita, ocorreu uma falha de carga útil. O satélite foi declarado perda total em fevereiro de 2021. |
| SXM-8      | Space Systems/Loral | 6 de junho de 2021     | Falcon 9              | Ativo     | |
| SXM-9      | Space Systems/Loral | 5 de dezembro de 2024  | Falcon 9              | Ativo     | |
| SXM-10     | Space Systems/Loral | 7 de junho de 2025     | Falcon 9              | Ativo     | |